# Sebastián Estrella Robles
Sebastián Estrella Robles fue un abogado, periodista y político peruano.
Nació el 20 de enero de 1859 en Quilacocha, provincia de Yauli, departamento de Junín, hijo de Victorino Estrella y doña Francisca Robles. Cursó sus primeros estudios en Cerro de Pasco y luego viajó a Lima estudiando en el Colegio de Nuestra Señora de Guadalupe. Participó de las fuerzas de reserva que defendieron la ciudad de Lima durante la Guerra del Pacífico antes de la ocupación de la capital por fuerzas chilenas. Luego estudió en la facultad de jurisprudencia de la Universidad de San Marcos de donde se graduó de bachiller el 24 de diciembre de 1883 y obtuvo el grado de abogado el 15 de diciembre de 1890.
En Lima, trabajó en el periódico «El Nacional» dirigido entonces por los doctores Manuel María del Valle y Cesáreo Chacaltana. De regreso a su tierra natal se dedicó al ejercicio de su profesión fundando diversos periódicos entre los que destaca el diario "Los Andes". Asimismo, prestó colaboración en otros diarios editado en Cerro de Pasco como «El Cerreño», «La Unión», «La Semana». Al fallecer en 1890 el fiscal del departamento de Junín, Pablo Arias, es elegido en su reemplazo.
Fue elegido diputado suplente por la entonces provincia juninense de Pasco durante 9 años entre 1895 y 1906.
Falleció en Lima el 13 de junio de 1912.